# Nodens Ictus
A Nodens Ictus egy angol zenekar, amely elektronikus zenét játszik. Az együttest az Ozric Tentacles tagjai, Ed Wynne és Merv Pepler hozták létre. Rajtuk kívül közreműködött még a zenekarban Joie Hinton is, aki az Eat Static-ben is játszott (az a zenekar szintén az Ozric mellékágazatának számított). 1986-ban alakultak Londonban. Az "anyazenekartól" eltérően a Nodens Ictus nem space rockot, illetve pszichedelikus muzsikát játszik, hanem tipikus techno zenét.

## Diszkográfia
Stúdióalbumok
- The Grove of Selves (1987)
- Spacelines (2000)
- The Cozmic Key (2017)